# Liste der Pfarren im Dekanat Ferlach/Borovlje
Das Dekanat Ferlach/Borovlje ist ein Dekanat der römisch-katholischen Diözese Gurk.

## Pfarren mit Kirchengebäuden
| Pfarre                                     | Patrozinium             | Kirchengebäude | Bild |
| Ferlach/Borovlje                           | Hl. Martin              | Pfarrkirche Ferlach Filialkirche Dollich |      |
| Glainach/Glinje                            | Hl. Valentin            | Pfarrkirche Glainach/Glinje Filialkirche Seidolach/Zdovlje, Filialkirche Matzenkirche/Sv. Ana na Macni                                                                           |      |
| Göltschach/Golšovo                         | Hl. Daniel              | Pfarrkirche Göltschach/Golšovo Filialkirche Unterguntschach/Spodnje Humče |      |
| Kappel an der Drau/Kapla ob Dravi          | Hl. Zeno                | Pfarrkirche Kappel an der Drau/Kapla ob Dravi |      |
| Köttmannsdorf/Kotmara vas                  | Hl. Georg               | Pfarrkirche Köttmannsdorf/Kotmara vas Filialkirche Hollenburg-Schlosskapelle/Humberk-grajska kapela, Filialkirche St. Margarethen/Šmarjeta, Filialkirche St. Gandolf/Št. Kandolf |      |
| Loibltal/Brodi                             | Hl. Leonhard            | Pfarrkirche Loibltal/Brodi Filialkirche Sapotnica |      |
| Ludmannsdorf/Bilčovs                       | Hl. Jakobus der Ältere  | Pfarrkirche Ludmannsdorf/Bilčovs Filialkirche Selkach/Želuče, Filialkirche St. Helena am Berge/Sv. Helena, Filialkirche Wellersdorf/Velinja vas                                  |      |
| Maria Rain/Žihpolje                        | Mariä Himmelfahrt       | Pfarrkirche Maria Rain/Žihpolje Filialkirche St. Ulrich/Št. Urch |      |
| St. Johann im Rosental/Št. Janž v Rožu     | Hl. Johannes der Täufer | Pfarrkirche St. Johann im Rosental/Št. Janž v Rožu |      |
| St. Margareten im Rosental/Šmarjeta v Rožu | Hl. Margareta           | Pfarrkirche St. Margareten im Rosental Filialkirche St. Thomas/Št Toma'z |      |
| Suetschach/Sveče                           | Hl. Lambert             | Pfarrkirche Suetschach/Sveče Filialkirche Bärental/Rute, Filialkirche Feistritz/Bistrica, Filialkirche Matschach/Mače, Filialkirche St. Oswald/Št. Ožbolt                        |      |
| Unterloibl/Podljubelj                      | Hl. Dreifaltigkeit      | Pfarrkirche Unterloibl/Podljubelj |      |
| Waidisch/Bajtiše                           | Hl. Antonius von Padua  | Pfarrkirche Waidisch/Bajtiše |      |
| Windisch Bleiberg/Slovenji Plajberk        | Hl. Erhard              | Pfarrkirche Windisch Bleiberg/Slovenji Plajberk |      |
| Zell ob Ferlach/Sele fara                  | Hl. Maria               | Pfarrkirche Zell ob Ferlach/Sele fara Filialkirche Alte Pfarrkirche/Stara farna cerkev                                                                                           |      |

## Dekanat Ferlach/Borovlje
Das Dekanat umfasst 15 Pfarren.
Siehe auch → Liste der Dekanate der Diözese Gurk

## Dechanten
- Janko Kristof, Pfarrer in Ludmannsdorf[1]